# Pfanberški grofje
Pfanberški grofje, izvorno iz Pegava (Peka, Peckach) je bila štajerska visokosvobodna plemiška rodbina v srednjem veku, ki se je imenovala po njihovem gradu Pfanberg (danes ruševine južno od Frohnleiten, pfanberške ustanove iz leta 1280), ki je bila v tistem času ena od najmogočnejših rodbin v deželi.

## Zgodovina
Leta 1218 je v dokumentih omenjen Ulrik, svobodni iz Pegava, ki se je od leta 1237 imenoval "grof Pfanberški". Bil je prvi deželni sodnik na Babenberških posestih.
Leta 1237 so se Pfanberški gospodje pojavili ob plemenitih gospodih Wildonskih, Mureških in drugih Štajercih na Dunaju s cesarjem Friderikom II., ki se je takrat preselil v avstrijsko prestolnico med sporom z vojvodo Friderikom II. Avstrijskim.
Leta 1250 pa najdemo »Henrika Pfanberškega« v vojski volilnega kneza Salzburškega knezoškofa, Filipa Spanheimskega, ki je na čelu Papeške stranke zasedla štajersko dolino Aniže pri kraju Rottenmann. Nato leta 1253 najdemo »grofa Henrika« z drugimi štajerskimi plemiči, Dietmarjem von Weißeneggom, Friderikom Ptujskim, Wulfingom Štubenberškim, Seifriedom Marenberškim in drugimi v njihovi združbi nasprotovanja češkemu kralju Otokarju II. Přemyslu in njegovemu zavezniku bratrancu Filipu Spanheimskemu.
Leta 1268 je Friderik Ptujski obtožil  Bernarda Pfanberškega in Hartnida Wildonskega zarote proti Otokarju, ki je bil od leta 1260 gospodar Vojvodine Štajerske. Zato je bil 26 tednov v češkem ujetništvu, kot poroča Otokar iz Gaala v Štajerski rimani kroniki, njegovi gradovi pa so bili zaseženi ali uničeni. (Pfanberški so izgubili kar pet gradov, med drugim Pegav (Peggau) in Pfanberg.) Vendar je kmalu prišlo do sprave s češkim kraljem. Leta 1270 so se Pfanberški znašli v Otokarjevi vojski, ki si je po prevzemu Koroške prisvojil tudi Kranjsko in območje do Jadrana.
Leta 1276 je prišlo do zgodovinsko prelomnega dogodka: Henrik Pfanberški, Ulrik II. Vovbrški, Friderik Ptujski, Wulfing Štubenberški, Herand II. Wildonski, Hartnid iz Stadecka, Oto Liechtensteinski (sin Ulrika, ki je umrl leta 1275) in številni drugi plemiči in so se zaobljubili kot zvesti vazali cesarstva kralju Rudolfu oziroma prisegli popolno podporo proti Češki (Reinska prisega). Kmalu zatem so osvojili gradove Eppenstein, Kaisersberg, Neumarkt in Offenburg. Henrik Pfanberški je osvojil najpomembnejše trdnjave v Oberlandu, Judenburg, kmalu pa so morali Čehi evakuirati tudi Graški grad in pobegniti iz države.
Leta 1291 so se Štajerci pod vodstvom  Ulrika Pfanberškega  in drugih plemičev uprli proti svojemu novemu habsburškemu knezu vojvodi Albrehtu, ki pa vstajnike porazil. Ulrik je bil poročen z Margareto, hčerko grofa Ulrika Vovbrškega († 1308).
Zadnji Pfanberški ( Ivan ) je umrl med leti 1362/63, nasledili so ga grofje Montfortski do leta 1524. Prvi med njimi je bil Hugo Montfortski (* 1357; † 1423), ki se je poročil z Margareto, Ivanovo hčerko, in z njo prevzel štajersko posest. Od leta 1401 je Hugo prenesel svoj sedež na Pfanberg in se pridružil štajerskemu plemstvu.

## Družinsko drevo
(Po Muntheju, K. Tanglu idr.:)

### Predniki
1. NN, grof Viljem Savinjski († 20. marca 1036) (Viljem II. Breški in Trušenjski)
2. NN sestra ⚭ NN, grof Selški
  1. Viljem I. Selški (Trušenjski), verjetno prednik Vovbrških grofov
  2. Bertold Selški, Krški škof (1090–1106)
  3. Popo I. († po 1103), grof Selški; leta 1095 podpornik salzburškega nadškofa Thiema
    1. Popo II. († pred 1140, brez otrok), grof Selški 1131, ⚭ Hema († okoli 1157), ustanoviteljica kapele v Slovenj Grebinju v Krški dolini
    2. Rudolf I. († po 1138), „brat grofa Selškega“ 1131, „de Peka“ (iz Pegava) 1136
      1. Rudolf II. iz Pekava († vor 1172)
        1. Rudolf III. iz Pekava, 1173
        2. Ortlib iz Pekava, 1189
        3. Popo IV. iz Pekava, 1183
          1. Popo V. iz Pekava († 1250), omenjen 1239

      2. Engelšalk iz Pekava, 1142
      3. Popo III. iz Pekava († po 1173), leta 1160 prepustil posest Selče Krški škofiji in jo ponovno prejel kot fevd
        1. Ulrik I. iz Pekava, 1175–1216
        2. Leopold I. iz Pekava, 1175–1212
          1. Leopold II. iz Pekava, 1214–1227
            1. Leopold III. († 1258), svobodni gospod iz Pekava 1243, opat v Samostanu Št. Pavla (1248–1258)

          2. Ulrik II. iz Peka († 1249), Pfanberški 1219, nato spet iz Peka, ki je bil leta 1237 povzdignjen v grofa - Za potomce glej spodaj
          3. Vikard Pfanberški, 1214

### Grofje Pfanberški
1. Ulrik II. iz Peggaua (* pred 1218; † 1249), 1237 grof Pfanberški (Pfanenberški), znan tudi kot grof Pekavski (Pegavski), ⚭ NN  grofica iz Lebenaua (* 1191), hči Ota I. Lebenauskega († 1205) in Zofije  Plain-Hardeške
  1. NN hči († 1245), ⚭ grof Ulrik Strmški
  2. Zofija, ⚭ Konrad I. Žovneški († 1255)
  3. NN hči, ⚭ Marvard Zinzendorfski
  4. tri druge hčere, nune v samostanu Admont
  5. Ulrik III. († pred 1255)
  6. Siegfried († po 1257)
  7. Bernard († 22. oktober 1271), ⚭ Neža († 1268)
  8. Henrik (* pred 1241; † 24. julij 1282), ⚭ Neža Plain-Hardeška († po 10. aprilu 1298) 
    1. Herman († 1287), ⚭ Elizabeta, hči Ulrika II. Vovbrškega
    2. Rajnold († 21. december 1292), opat v samostanu Rein (1280–1292)
    3. Ulrik IV. (* 1261; † po 1318), ⚭ Margareta (* 1268; † 8. december 1292), hči Ulrika II. Vovbrškega
      1. Elizabeta (* 1290; † po 21. maju 1363), ⚭ grof Henrik Planinski (* 1286; † 7. december 1358)
      2. Ulrik V. (* 1287; † 23. oktober 1354), od 1330 kapitan v Avstriji, od 1335 deželni glavar na Koroškem, ⚭ 1) Neža  Walsee († 1329), hči Eberharda III. Walseejskega, ⚭ 2) (pred 24. marcem 1331) Margareta Werdenberška (* 1300; † 1354)
        1. Katarina (* 1328; † po 1375),  ⚭ 1347 Majnhard VI. Goriški († po 1385)
        2. Margareta (* 1325; † 1377), ⚭ Friderik II.  Ortenburški († 1355), zakon brez otrok
        3. Janez  (* 1321; † november 1362), zadnji moški Pfanberški, ⚭ 1354 Margareta († po 1380), hči grofa Rudolfa Schaunberškega (⚭ 2) 1373 grof Viljem III. Montfortski († okoli 1379))
          1. Margareta (* 1355; † po 1388), dedinja grofov Pfanberških, ⚭ 1369 1) grof Hans  Celjski († 29. april 1372), brez otrok, ⚭ 2) 1373 Hugo Montfortski († 4. april 1423)

## Ministeriali Pfanberških grofov; vitezi:
- Kaisersberški)
- Torseulerji
- Leobenski
- Višarni (Fišern pri Wolkensteinu)
- Padelski (Badl pri Peggau)
- Pfanenberški vitezi
- Schöneški (Schönegg pri Pfanbergu)
- Ramensteinski (Grad Rabenštajn) Labotska dolina
- Labotski ( iz Labotske doline)
- Losenthalski (Loschentalski)
- Krotendorferji
- Mordaxi
- Chanali
- Hunstorfi
- Paumanni
- Vrbovški

## Gospostva in pravice v posesti
- grad in gospostvo Pegav nad krajem Peggau (1131 -1362)
- grad Srednje Trušnje (Mittertrixen) (1131 – 1362)
- grad in gospostvo Pfanberg (1214 – 1293, 1332 - 1362)
- gradove in gospostvo Semriach z gradovi Luegg (Luginsland),  Forchtenberg,  in gradom Alt-Pfannberg (po 1200 -1362)
- Grad Rabenštajn (pri Šentpavel v Labotski dolini) (po 1200 -1300)
- Grad Hammerberg pri Labotu (1250 - 1297)
- Loschental, danes Cervica na Jožefovi gori (po 1200 -1300)
- grad in gospostvo Sankt Peter-Freienstein, (St. Peter pri Leobnu) (pred 1250 – 1269, 1274 – 1291)
- grad in gospostvo Kaisersberg, St. Stefan pri Leobnu (1250 – 1269, 1276 – 1362)
- Dravograd (od 1279 - 1297)
- Žlemberk (1295 – 1303)
- grad in gospostvo Arnež (Arnfels) (1279 – 1293)
- grad in gospostvo Vovbre (Haimburg) (1322 - 1362)
- grad in gospostvo Pliberk (Bleiburg) (1322 – 1342)
- grad in gospostvo Mannsberg (1322 - 1362)
- grad in gospostvo Celje 50% (1323- 1336)
- Odvetništvo nad [Benediktinski samostan Gornji Grad|samostanom Gornji Grad]] (1322–1337)
- grad in gospostvo Suha (Neuhaus) na Koroškem (1322 - 1362)
- Slovenj Gradec (1342 – 1351)
- grad Leopoldsdorf (pri Dunaju)
- Neudorf (pri Wildonu) (pred 1287 – 1302)
- posest Raknica z gradom Rohr (pred 1287 – 1302)